# Provinciale weg 248
De provinciale weg N248 loopt van de N9 en de N503 bij De Stolpen (aan het Noordhollandsch Kanaal) naar de N240 die aansluit op de A7 bij Wieringerwerf. De gehele weg is ingericht als een 80 km/h weg en heeft per rijrichting één rijstrook. In de weg bevinden zich drie opengaande bruggen: bij De Stolpen over het Noordhollandsch Kanaal, net na Kolhorn over het Waardkanaal en vlak voor Middenmeer over de Slootvaart.
De N248 loopt langs de volgende plaatsen:
- Schagerbrug
- Schagen
- 't Wad
- Kolhorn
- Middenmeer

Tussen De Stolpen en Middenmeer loopt parallel aan de weg een kanaal dat diverse namen draagt: Kanaal Stolpen-Schagen, Schagerkoggekanaal, Kolhorner Diep en Westfriesche Vaart

## Spoorbrug
Tussen de afslagen naar de N245 en de N241 ten noorden van Schagen, loopt de N248 onder de spoorbrug door van de spoorlijn Den Helder - Alkmaar. De weg onder de brug ligt iets lager dan het maaiveld en aan de oostkant van de brug loopt de weg omhoog naar het kruispunt met de N241, dat hoger ligt omdat de N241 direct het kanaal oversteekt. Deze brug vormde jarenlang een groot obstakel voor hoge vrachtwagens, aangezien de brug een beperkte doorrijhoogte had van 3,93 meter. Regelmatig negeerden chauffeurs de borden langs de weg en reden ze tegen de brug aan, of ze kwamen vast te zitten onder de brug. Wegverkeer nam dan een ongeschikte sluiproute door Schagen en het treinverkeer werd gehinderd doordat de brug geïnspecteerd moest worden. Begin eenentwintigste eeuw werden er aan weerszijden van de brug hoogteportalen over de N248 geplaatst. De bedoeling was dat vrachtwagens dan niet meer tegen de brug aan zouden rijden, maar hooguit tegen deze portalen. In 2013 is de doorgang verdiept zodat sindsdien ook hoge vrachtwagens onder de brug door kunnen.

## Aanpassingen bij De Stolpen
In april 2012 voer een schip tegen de Stolperophaalbrug, een brug aan de Dijkweg in De Stolpen over het kanaal Stolpen-Schagen. Doordat deze brug zo beschadigd was en eigenlijk ook ongeschikt was geworden voor het toenemende verkeer werd er besloten deze brug te vervangen door een nieuwe. Om de overlast zo beperkt mogelijk te houden, werd ook besloten om de T-kruisingen van de Dijkweg en de N249 met de N248 gelijktijdig te vervangen door een rotonde.
De kruising met de N249 vormde al jaren een gevaarlijke situatie doordat dit kruispunt direct na de brug over het Noordhollandsch Kanaal lag. Zodra deze brug open stond ging het verkeer vanuit Schagen naar Anna Paulowna en andersom regelmatig spookrijden, langs de file die stond te wachten voor de brug.
In het voorjaar van 2015 zijn de T-kruisingen van de Dijkweg en de N249 met de N248 opgeheven en vervangen door een rotonde, die een stukje oostelijker is komen te liggen dan de kruisingen. Hierdoor is een langere opstelmogelijkheid ontstaan voor de brug over het Noordhollandsch Kanaal. Tevens is de Stolperophaalbrug in de Dijkweg vervangen.

## Parallelweg
Eind 2015 werd begonnen met de aanleg van een nieuwe parallelweg langs de N245 tussen De Stolpen (N249) en de afslag Groeneweg (Sportlaan) te Schagen. De weg ligt ten noorden van de hoofdrijbaan en was eind 2016 gereed. Lokaal verkeer en langzaam verkeer zoals landbouwvoertuigen hoeven daardoor de hoofdrijbaan niet meer te gebruiken. Ook fietsers gebruiken deze parallelweg, omdat het aparte fietspad ten zuiden van de hoofdrijbaan weggehaald is om ruimte te maken voor verbreding van de hoofdrijbaan.
N23 · N194 · N196 · N197 · N198 · N199 · N200 · N201 · N202 · N203 · N204 · N205 · N206 · N207 · N208 · N209 · N210 · N211 · N212 · N213 · N214 · N215 · N216 · N217 · N218 · N219 · N220 · N221 · N222 · N223 · N224 · N225 · N226 · N227 · N228 · N229 · N230 · N231 · N232 · N233 · N234 · N235 · N236 · N237 · N238 · N239 · N240 · N241 · N242 · N243 · N244 · N245 · N246 · N247 · N248 · N249 · N250 · N307

N401 · N402 · N403 · N404 · N405 · N406 · N407 · N408 · N409 · N410 · N411 · N412 · N413 · N414 · N415 · N416 · N417 · N418 · N419 · N420 · N421 · N439 · N440 · N441 · N442 · N443 · N444 · N445 · N446 · N447 · N448 · N449 · N450 · N451 · N452 · N453 · N454 · N455 · N456 · N457 · N458 · N459 · N460 · N461 · N462 · N463 · N464 · N465 · N466 · N467 · N468 · N469 · N470 · N471 · N472 · N473 · N474 · N475 · N476 · N477 · N478 · N479 · N480 · N481 · N482 · N483 · N484 · N487 · N488 · N489 · N490 · N491 · N492 · N493 · N494 · N495 · N496 · N497 · N498 · N501 · N502 · N503 · N504 · N505 · N505 (Andijk) · N506 · N507 · N508 · N509 · N510 · N511 · N512 · N513 · N514 · N515 · N516 · N517 · N518 · N519 · N520 · N521 · N522 · N523 · N524 · N525 · N526 · N527 · N806 · N830 · N848

Cursief vermelde wegen zijn voormalige Provinciale wegen